# Celso Mello de Azevedo
Celso Mello de Azevedo (Belo Horizonte, 2 de julho de 1915 - Belo Horizonte, 16 de julho de 2004) foi um engenheiro, empresário e político nascido em Belo Horizonte.  Foi o primeiro prefeito de Belo Horizonte nascido na cidade.

## Biografia
Em 1940, graduou-se na Escola de Engenharia da Universidade de Minas Gerais. Em 1943 fundou a Construtora Mello de Azevedo S/A. Em 1954, pela coligação partidária UDN-PR-PDC-PTN-PL, foi eleito prefeito de Belo Horizonte, que governou entre 1955 e 1959. De 1961 a 1965, presidiu a CEMIG. Foi ainda secretário de desenvolvimento econômico de Minas Gerais, presidente da Companhia de Distritos Industriais de Minas Gerais, secretário estadual de Obras Públicas de Minas Gerais, presidente da Açominas (hoje Gerdau Açominas) e provedor da Santa Casa de Misericórdia de Belo Horizonte. Faleceu em Belo Horizonte em 16 de Julho de 2004.